# Russel Hobbs
Russel Hobbs (Nueva York, 3 de junio de 1975) es un personaje ficticio estadounidense, baterista de la banda virtual Gorillaz. Fue creado por Damon Albarn y Jamie Hewlett.

## Caracterización
Se encuentra a cargo de la batería. Fue el primero en hallar a Noodle, a quien también le tradujo algunas palabras al inglés mientras ella aún hablaba sólo japonés. Hasta en 2005, estuvo poseído por un difunto amigo llamado Del, quien en ocasiones tomaba control de su cuerpo y colaboraba en diferentes canciones. Russel es un experto en la batería y un gran amigo pero de carácter muy fuerte cuando se necesita. Tiene un cerdo como mascota y una muy buena relación con Noodle, y no odia a 2-D como algunos creen. En Plastic Beach, aparece de un tamaño gigantesco, debido a la basura y los residuos ingeridos en su viaje a través del océano hasta Plastic Beach. Su voz original es Remi Kabaka Jr.

## Discografía con Gorillaz
Álbumes de estudio
- Gorillaz (2001)
- Demon Days (2005)
- Plastic Beach (2010)
- Humanz (2017)
- The Now Now (2018)
- Song Machine, Season One: Strange Timez (2020)
- Cracker Island (2023)

- Datos: Q935785
- Multimedia: Russel Hobbs / Q935785